# Prison de Clichy
La prison de Clichy ou prison de la rue de Clichy est une ancienne prison parisienne, détruite en 1867.

## Situation
Elle se situait à l’emplacement des numéros 54 à 68 de la rue de Clichy.

## Histoire
La ville de Paris achète en 1826 deux petits hôtels rue de Clichy dont l’un au numéro 54 était celui où l’Anglais Crawfort remisa en juin 1791 la berline utilisée pour la fuite à Varenne de la famille royale, l'autre au numéro 58 étant celui du banquier Saillard, anobli en 1818,baron héréditaire en 1822, et y installe en 1834 une prison pour dettes  où sont transférés les prisonniers auparavant incarcérés à la prison Sainte-Pélagie. 
Les prisonniers pour dettes étaient entretenus aux frais de leurs créanciers et y menaient une existence relativement agréable, la prison étant pourvue d’agréments tels que salle de jeux, café, restaurant, buffet, salle de lecture. Ainsi, une estampe de 1846 représentant un prisonnier porte la légende suivante : « Vous le voyez, le chagrin ne m'aigrit pas ǃ Et je donnerai un conseil à mes créanciers, dans leur intérêt  s'ils veulent me tirer d'ici  :  qu'ils se hâtent, car on ne pourrait bientôt plus me passer par la porte ǃ »

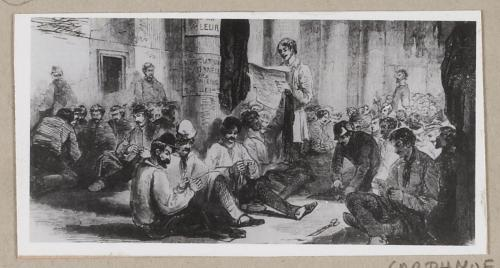
Intérieur de la prison
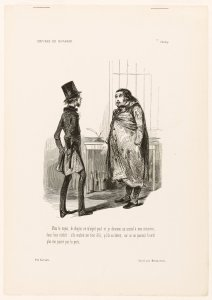
Estampe de 1846

La prison est supprimée en 1867 lors de l’abolition de la contrainte par corps et remplacée par la rue du Cardinal-Mercier ouverte à l'emplacement de la partie centrale de la prison et par des immeubles.